# Литература Мьянмы
Литература Мьянмы — литература народов Мьянмы.

## История

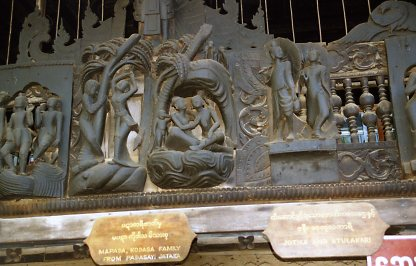
Сцены из джатак в монастыре де Yoak Соне. Мьянма.

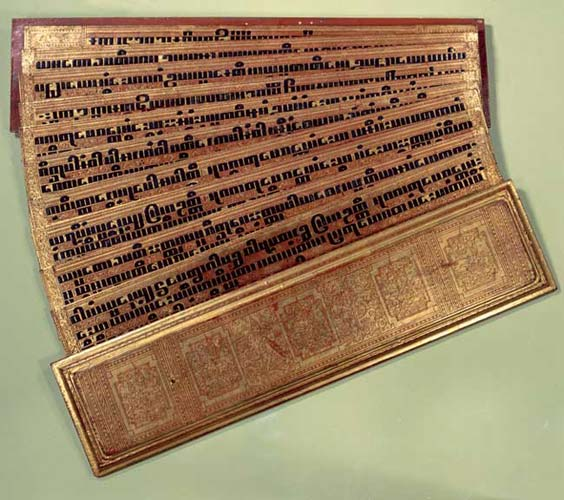
Буддийские манускрипты. Рукопись на металлических пластинах с украшенными деревянными крышками. XI—XIII век.

История литературы Мьянмы восходит к IX—XIII векам н. э. Первые записанные бирманские литературные памятники являли собой надписи V—VII веков, записанные на металлических дисках. Записаны они были на языке пью алфавитом типа южноиндиского кадамба и описывали буддийские каноны.
1044 год считается началом письменной истории страны. С этого времени стали создаваться национальные хроники. Хроники постоянно переписывались. При этом, в зависимости от политической обстановки, их содержание менялось.
Первый письменные источники на бирманском языке (паганская надпись) были записаны на каменной стелле в пагоде Мьязейди (1112), другие надписи на камнях повествовали о жизни императоров Пагана и их приближенных.
Первые книги делались из пальмовых листьев. Их писали стальным стилом. В книгах описывали как дворцовые хроники, так и религиозные мысли.
С XI века религией Бирмы стал буддизм (форма хинаяны). Литературным языком стал язык пали. На этом языке были написаны религиозные и философские воззрения буддизма.

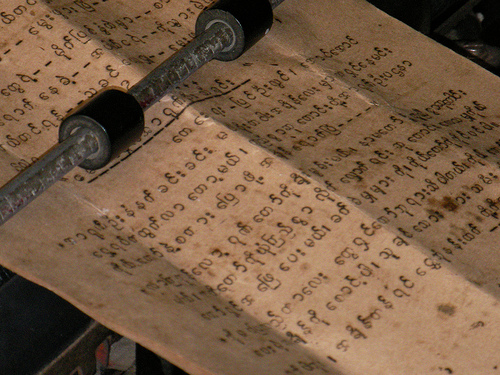
Печатный текст на бирманском языке

В период государства Паган (XI—XIII вв.) буддийскими монахами в Бирме создавались религиозно-философских произведения, на языке пали: грамматики «Карика» (около 1100) Дхаммазейнапады и «Садданити» (1154) Агавамты, «Махапарита» («Великое собрание») из священной буддийской книги «Сутта питака» («Книга бесед» Будды-Гаутамы). Известностью пользовались 547 джатак — рассказов о перерождениях Будды. Сцены из джатак представлены на стенах паганских пагод. Сцены были с надписью на бирманском языке. В это же время была написана перед казнью (1173) «Предсмертная песнь» придворного поэта Анандатурия.
В XIII-XIV веках (период Пинья) создаются литературный жанр «тика» (комментарии), словари и грамматики языка пали, в Авский период (XIV—XVI вв., столица в г. Ава) — классическая бирманская поэзия. К новым поэтическим формам этого периода относятся «эйчжинг» (ода с посвящением), «пьоу» (поэма религиозного содержания), «яду» (поэма с музыкальным сопровождением) и др.
XV—XVI века отмечен творчеством филолога Ариавамта, поэтов Шин Утамаджо, Шин Махатилавунта (Тилавамса), Шин Махарататара (Ратасара); Ариавамта.
Поэт Шин Утамаджо (1453—1520), известный как автор пейзажной лирики, написал поэму «Лесная песнь», Шин Махатилавунта (1453—1518) — религиозно-философские поэмы в стиле «пьоу» и придворную хронику «Язавинчжо».
К этому времени получила своё развитие светская поэзия императорского двора. Стихи сочиняли как чиновники, так и императоры. Темами стихотворений были жизнеописания победителей, правителя, прически, туалеты придворных дам и др.
В периоды Таунгу и Ньяунъян (1486—1552) получил развитие жанр «яду», описывающий природу, посвящения императору. Поэт этого периода — Навадейчжи, автор около 400 стихотворений в жанре «яду», Шин Тангоу, Таунбила схаядо — автор «Поэмы о Вейтандайя» (1592) в стиле «пьоу» на сюжет «Весантара джатака».
Большое значение для развития бирманской прозы имели своды государственных законов. Для обоснования справедливости законов, их создатели ссылались на примеры из бирманского фольклора и классической литературы. Одним из популярных создателей таких произведений был Боуммазея (1698—1763). Он в 1753 году составил «Мануче Дамматачанджи» («Великий свод законов, установленных всеми королями, начиная с самых древних»), которым в Бирме пользовались до английского завоевания.
Своего расцвета литература, написанная на бирманском языке достигла в XVIII — начале XIX веков. В это время также создаются новые жанры («хоза» — пересказ джатаки, «яганг» — романтические поэмы), писатели работают в области драмы, переводятся научных, религиозные сочинения с санскрита, пали и сиамского (тхайского) языков.
Этот период истории называется Алаунпая или Конбаун делится на два: 1752—1782 и 1782—1885.
В первый период развивается поэзия, во второй — драма и проза. В это время работал бирманский поэт У О (1736—71), получивший титул «Сейндачжоту». Его перу принадлежат стихи в стиле «пьоу»; поэт Леветоундара (р. 1727), писавший стихи в жанре «яду» — автор поэмы «У подножья горы Мейза».
Во второй период делаются переводы джатак, систематизируется фольклор. В это время Твиндиндайвунтой (1726—1792) было собрано около 600 надписей Паганского, Пиньяского и Авского периодов. Монах У Обата (конец XVIII — нач. XIX вв.) написал 8 больших джатак; поэт Навадейнгэ — стихи в жанре «могунг», «эйчжинг», «яду», У Тоу (1751—1796) — стихи в жанрах «яганг», переложение эпоса «Рама́яна». К этому времени эпос «Рама́яны» оказал сильное влияние в Бирме на развитие драмы.
В конце XIX века пишутся занимательные пьесы «История Тхатона» Схайя Йо (1877), «Дети обезьяны» (1877), «Бурида» (1880), «Какавуллья» (1881), «История Оккалаба» (1881) и «Миннандар» (1883) драматурга У Ку; пьеса «Со Пхей и Со Мей» Схайя Шу Тха, написан первый бирманский роман «Ядана Чеймоун» (автор — Швейдаун Тихаду).
В начале XX века пишут романы «Маун Хмайн — торговец розовыми бутонами» (1906), «Сейндалей», «Мьядалей» и «Сагадаунза» Вун Схайячжи У Чи, «Маун Та Но» (1907) Маун Ба Тина, романы У Маун Чжи: «Кхин Мьин Чжи», «Мечты Маун Тока», исторические романы «Табиншвейди» и «Байинаун» (имена бирманских императоров).
В 20-е годы зародилось движение «кхитсан» («век экспериментов»). Лучшие авторы этого движения — Маун Тин и др. После провозглашения в 1948 году независимости Бирмы, основными темами в поэзии, драме, прозе стали патриотизм, прогресс, за мир. Представляют это время писатели Такин Кодо Хмайн, Ма Ма Ле, Тхин Аун, Дагоун Тая, Таду, Аун Лин и др.

## Современность
К современным бирманским писателям относятся Хла (1910—1982) — автор романов о заключенных эпохи U Nu, Hmawbi Сая Тхейн (1862—1942), Джеймс Хла Чжо (1866—1919), U Ottama (1879—1939), Такин Кодо Hmaing (1876—1964), P Мо Нин (1883—1940), Пе Тин Маунг (1888—1973), По Кия (1891—1942), Theippan Маунг Ва (1899—1942), Дагон Кхин Кхин Лай (1904—1981), Сая Zawgyi (1907—1990), Htin Аун (1909—1978), Мин Чт Вун (1909—2004), Thukha (1910—2005), Чит Маун (1913—1945), Тейн Пе Минт (1914—1978), Галай (1926—2006).
Свой вклад в литературу внесли женщины Мьянмы: Чжи Айе, люду жу Амар (1915—2008), Кхин Хнин Ю. (1925—2003), Аун Сан Су Чжи (род. 1945), Minfong Хо (род. 1951), Ню Ню Йи (род. 1957), Сан-Сан-Nweh, Цзюе (род. 1958), Кхин Кхин Хту (р. 1965) Ма SANDAR (р. 1942), Ми Чан Вай и др.
Писатели и поэты пользуются почетом и уважением в стране. Здесь ежегодно присуждаются литературные премии, проводятся фестивали.
В стране выпускается еженедельник «В мире книг» на бирманском и английском языках, издается «Журнал общества по изучению Бирмы», литературоведческий альманах «Мьявади», журнал «Бирманская литература» («Сабейбиман мэггазин»).

## Фольклор
Народы Мьянмы выделяются своеобразием устного народного творчества. Бирманские сказки содержат в себе как общие черты и для всех народов, так и специфические для одного народа. Фольклор здесь представлен от мифов и сказок до анекдотов. У монов были распространены бытовые сказки и анекдоты, у бирманцев — притчи.
Сказки Мьянмы встречаются на всех этапах развития литературы. Это сказки-мифы нага, волшебные сказки каренов и шанов, бытовые сказки бирманцев, фантастические новеллы монов. На фольклор в стране оказывал влияние буддизм.